# 爰戚侯国
35°19′03″N 116°15′44″E / 35.31748°N 116.26230°E
爰戚侯国，西汉初年设置的侯国。
汉高祖六年（前201年），封赵成为爰戚侯，改爰戚县为爰戚侯国，属砀郡。治所在今山东省嘉祥县西南二十五里。历属山阳国、山阳郡。东汉省。 新莽天凤元年（14年）改名戚亭侯国。
1. ↑  China Historical GIS [Harvard University and Fudan University]. . Harvard Universuty CGA Web Mapping.   [2023-06-03]. （原始内容存档于2023-06-03）.